# Malá Čeperka (písník)
Písník Malá Čeperka je vodní plocha o rozloze cca 19 ha vzniklá po těžbě štěrkopísku ukončené v 90. letech 20. století. Písník se nalézá na katastru obce Čeperka v okrese Pardubice asi 3 km jižně od centra obce u silnice spojující Staré Ždánice a Srch. Písník je využíván jako rybářský revír a v letním období je využíván též pro rekreaci. Pro svou hloubku okolo 7 m je vhodný pro potápění. V jeho bezprostředním okolí se nalézají další písníky – Mácháč, Jezero u Stéblové, Oplatil II.

## Galerie

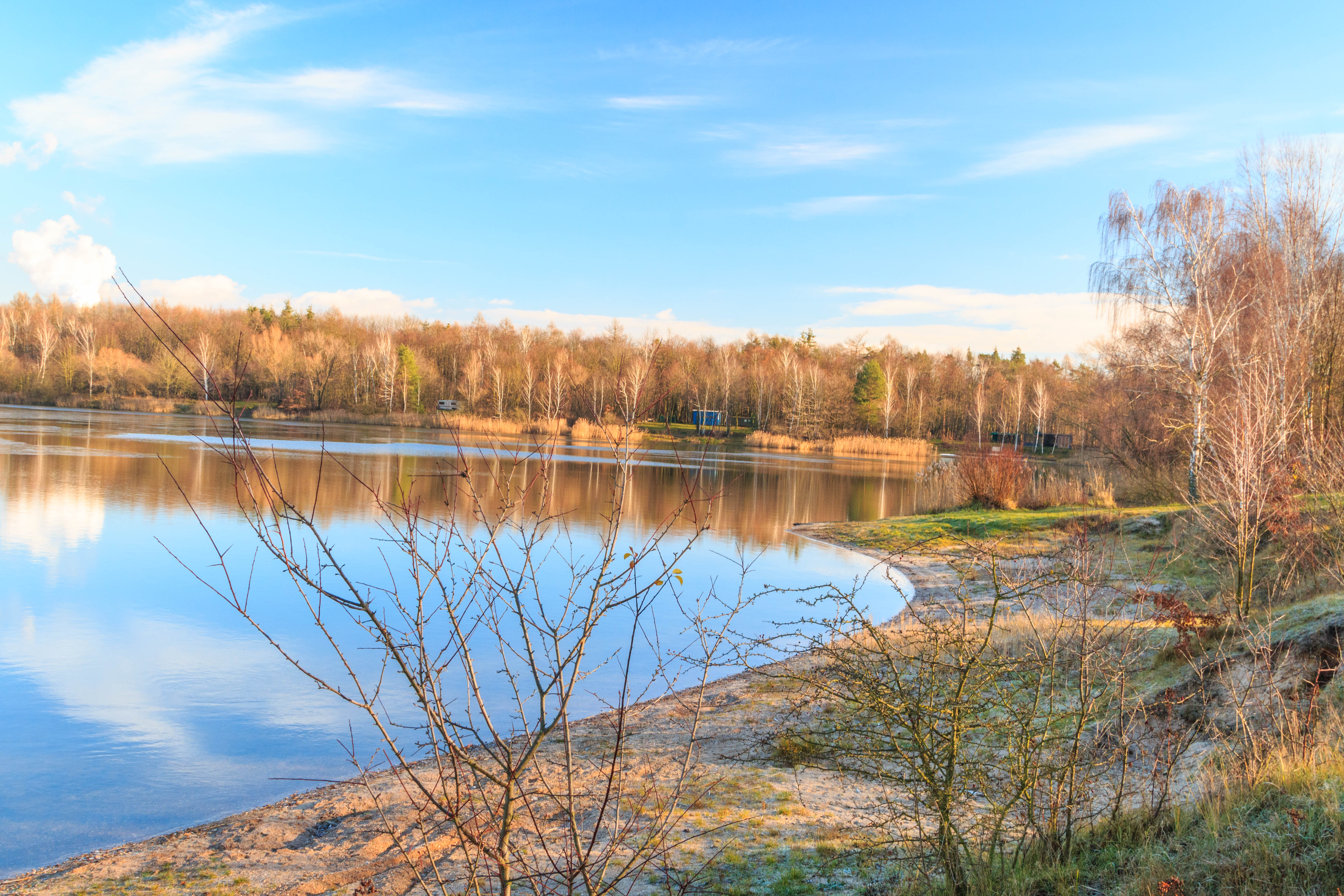
Písník Malá Čeperka
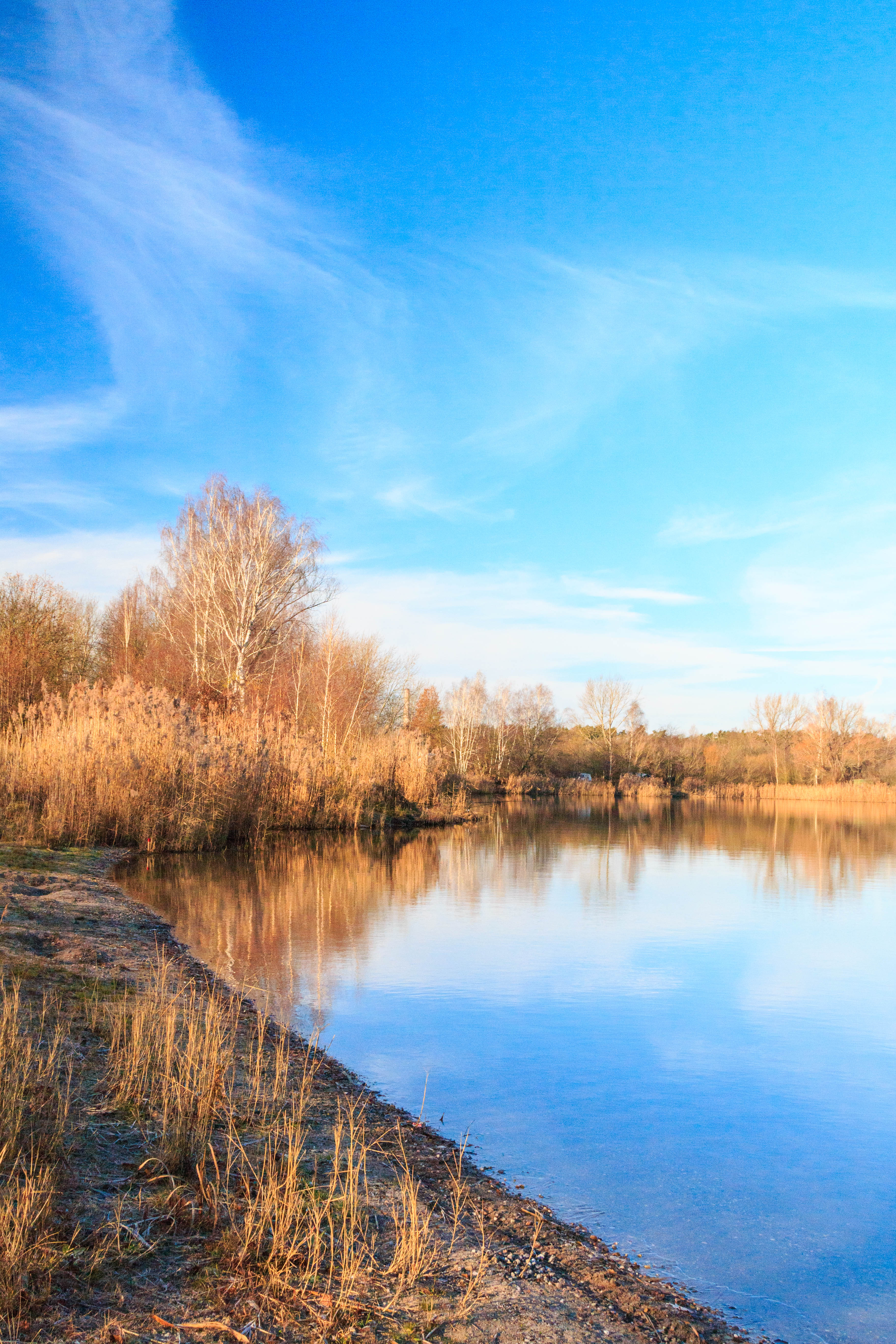
Písník Malá Čeperka
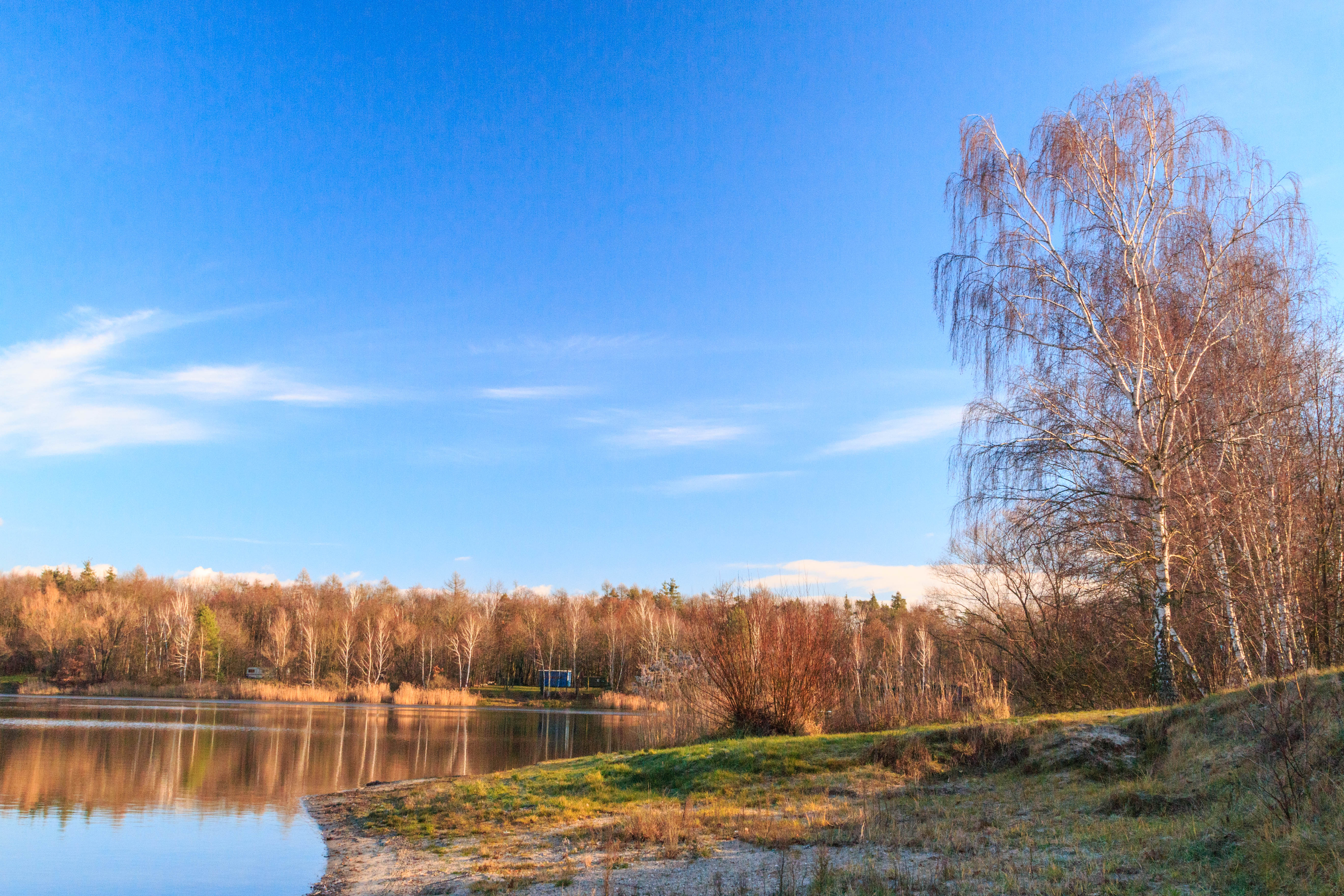
Písník Malá Čeperka
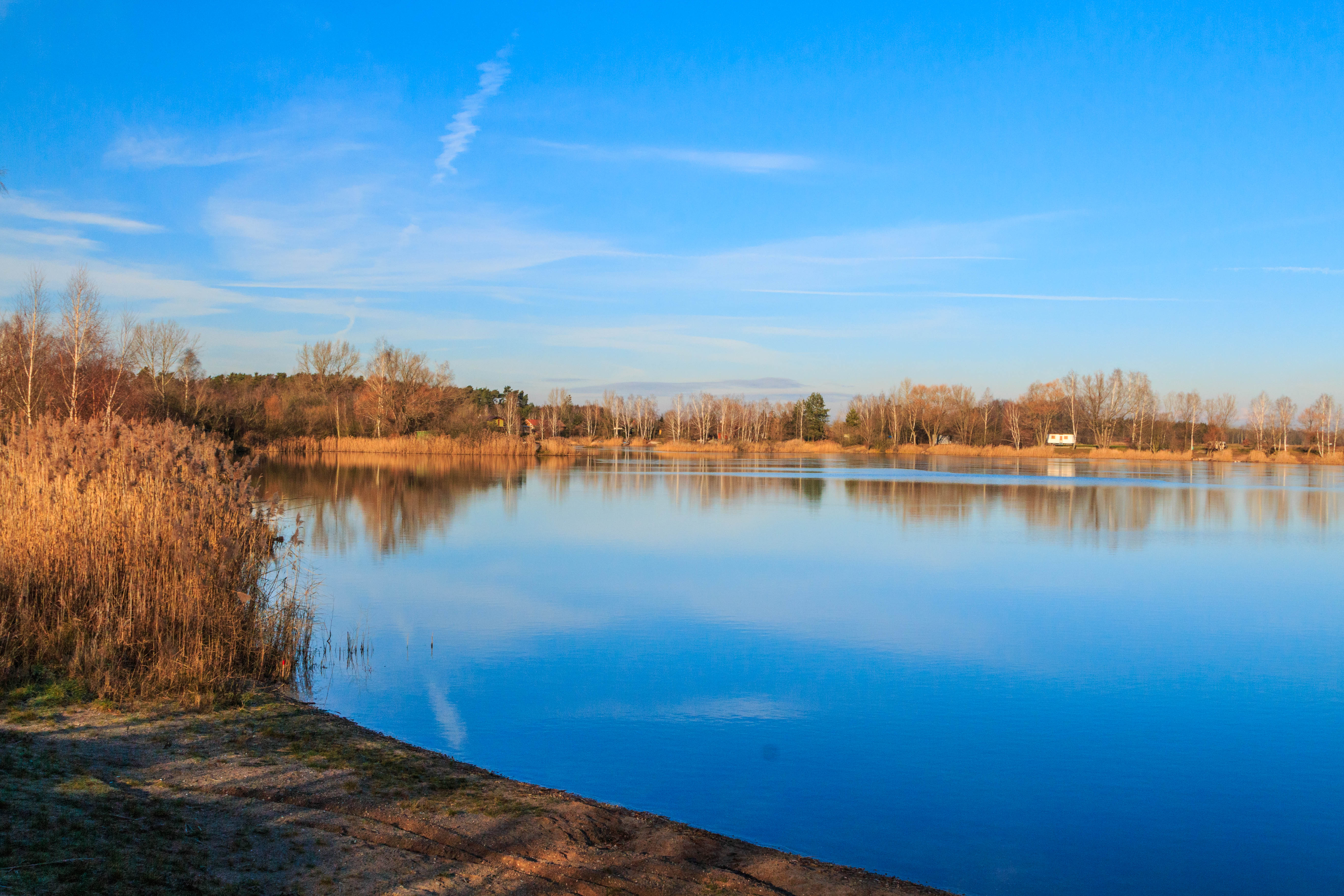
Písník Malá Čeperka